# Marc Alexandre
Marc Alexandre (nascido em 30 de outubro de 1959) é um ex-judoca francês, natural de Paris. Participou de dois Jogos Olímpicos, em 1984 e 1988. Alexandre conquistou a medalha de bronze na divisão meio-leve (-65 kg), ao lado do austríaco Josef Reiter, nos Jogos Olímpicos de 1984 em Los Angeles, nos Estados Unidos, seguido pela medalha de ouro, quatro anos depois em Seul, na Coreia do Sul na categoria leve ao derrotar o alemão Sven Loll.